# Baby You're a Rich Man
Baby, You're a Rich Man è una canzone dei Beatles scritta da John Lennon e Paul McCartney pubblicata come Lato B di All You Need Is Love. Successivamente venne inclusa nell'album Magical Mystery Tour previsto dapprima per il mercato statunitense e poi stampato e distribuito anche in Europa.

## Descrizione

### Origine e storia
La canzone nasce dal mescolamento di due brani differenti non terminati. Il verso preso da One of the Beautiful People di John Lennon, è stato combinato con la strofa del coro composta da Paul McCartney, formando in tal modo una canzone composita simile per la struttura alla celeberrima A Day in the Life.

### Registrazione
La canzone fu registrata il giorno 11 maggio 1967 all'Olympic Sound Studios grazie al contributo dell'ingegnere del suono Keith Grant: questo fu il primo brano registrato e mixato interamente all'esterno degli studi tradizionali di Abbey Road. La canzone fu registrata durante la sessione per il progetto Magical Mystery Tour.
La canzone fu la prima ad essere registrata per il progetto del film Yellow Submarine, ma non venne inclusa nella colonna sonora originale, bensì fu ripescata con la pubblicazione del CD
Yellow Submarine Songtrack.

## Tracce
1. All You Need Is Love – 3:47 (Lennon, McCartney)
2. Baby You're a Rich Man – 3:03 (Lennon, McCartney)

## Formazione
The Beatles
- John Lennon — voce raddoppiata, armonie vocali, clavioline, pianoforte
- Paul McCartney — armonie vocali, pianoforte, basso
- George Harrison — armonie vocali, chitarra, battiti di mani
- Ringo Starr — batteria, maracas, battiti di mani

Altri musicisti
- Brian Jones - Sax
- Eddie Kramer — vibrafono
- Mick Jagger — cori[1][2][3]

Crediti
- George Martin — produttore

## Influenza culturale
Una leggenda metropolitana, vuole che il brano fosse una presa in giro ai danni di Brian Epstein, manager dei Beatles. Nei versi finali nella coda della canzone, Lennon canterebbe velenosamente «Baby you're a rich fag jew» (Baby, sei un ricco frocio ebreo) al posto di «Baby you're a rich man too» (Epstein era effettivamente omosessuale e di origini ebraiche).
La canzone è la colonna sonora dell'ultima scena e dei titoli di coda del film di David Fincher The Social Network del 2010 dove i sottotitoli spiegano che Mark Zuckerberg è il più giovane miliardario del mondo.

## Cover
La band The Presidents of the United States of America ha effettuato una reinterpretazione della canzone dal vivo e i The Fat Boys hanno reinterpretato la canzone nel loro film Disorderlies.